# Eighth Grade (banda sonora)
Eighth Grade es el álbum de banda sonora de la película Eighth Grade de 2018 , dirigida por Bo Burnham en su debut como director de largometrajes. La partitura está compuesta por la música escocesa Anna Meredith, que marca su debut cinematográfico, y consiste principalmente en una partitura electrónica para capturar la "intensidad de la experiencia de Kayla" en lugar de una partitura melódica. Burnham también produjo algunas pistas para la partitura. El álbum fue lanzado el 13 de julio de 2018 por Columbia Records, con una respuesta positiva de los críticos.

## Lista de canciones
| N.º | Título                           | Duración |  |
| 1.  | «Being Yourself»                 | 02:47    |  |
| 2.  | «Putting Yourself Out There»     | 01:38    |  |
| 3.  | «Nautilus»                       | 05:29    |  |
| 4.  | «How To Be Confident»            | 02:40    |  |
| 5.  | «Stay Calm»                      | 01:19    |  |
| 6.  | «The Banana»                     | 00:53    |  |
| 7.  | «High School»                    | 01:08    |  |
| 8.  | «Rhododendron»                   | 03:34    |  |
| 9.  | «How To Be Confident (Again)»    | 01:10    |  |
| 10. | «A Lot At Once»                  | 00:57    |  |
| 11. | «Honeyed Words»                  | 03:13    |  |
| 12. | «MGMS Class of 2017»             | 01:09    |  |
| 13. | «The Coolest Girl in The World»  | 01:54    |  |
| 14. | «REDBLUEGREEN»                   | 03:58    |  |
| 15. | «MIDI»                           | 03:42    |  |
| 16. | «Nervous All the Time»           | 01:58    |  |
| 17. | «A Really Good Day»              | 01:40    |  |
| 18. | «How To Be Confident (For Real)» | 01:13    |  |

## Historial de lanzamiento
| Región | Fecha                   | Formato(s)       | Sello            | Versión(es) | Ref.  |
| ------ | ----------------------- | ---------------- | ---------------- | ----------- | ----- |
| Varios | 13 de julio de 2018     | Descarga digital | Columbia Records | Estándar    |       |
| Varios | 3 de agosto de 2018     | CD               | Columbia Records | Estándar    |       |
| Varios | 7 de septiembre de 2018 | Vinilo           | Columbia Records | Deluxe      | [ 2 ] |